# Amitzur Shapira

Shapira und Esther Roth-Shachamorov in München 1972

Amitzur Shapira (hebräisch עמיצור שפירא; * 9. Juli 1932 in Tel Aviv; † 6. September 1972 in Fürstenfeldbruck) war ein israelischer Leichtathletiktrainer, der beim Münchner Olympia-Attentat von palästinensischen Terroristen ermordet wurde.
Shapira wurde als Kind sowjetischer Einwanderer in Palästina geboren. In den 1950er Jahren war Shapira einer der besten Kurzstreckenläufer Israels. Nach seiner aktiven Karriere arbeitete er am Wingate-Institut, der israelischen Sportuniversität bei Netanja, als Trainer und Dozent. Vor den Olympischen Spielen in München bereitete er die von ihm im Alter von 14 Jahren als großes Talent entdeckte Sprinterin Esther Shachamorov (später Roth-Shachamorov) auf die Wettkämpfe vor.
Shachamorov stellte im Vorlauf der 100-Meter-Konkurrenz in 11,45 Sekunden einen neuen israelischen Rekord auf und empfing Glückwünsche von ihrem Trainer noch im Auslauf. Kurz nachdem sie am 4. September 1972 auch über 100 Meter Hürden in neuer persönlicher Bestzeit das Halbfinale erreicht hatte, schrieb Shapira einen Artikel für die Zeitung Maariw, in dem er der Läuferin eine glänzende Zukunft prophezeite.

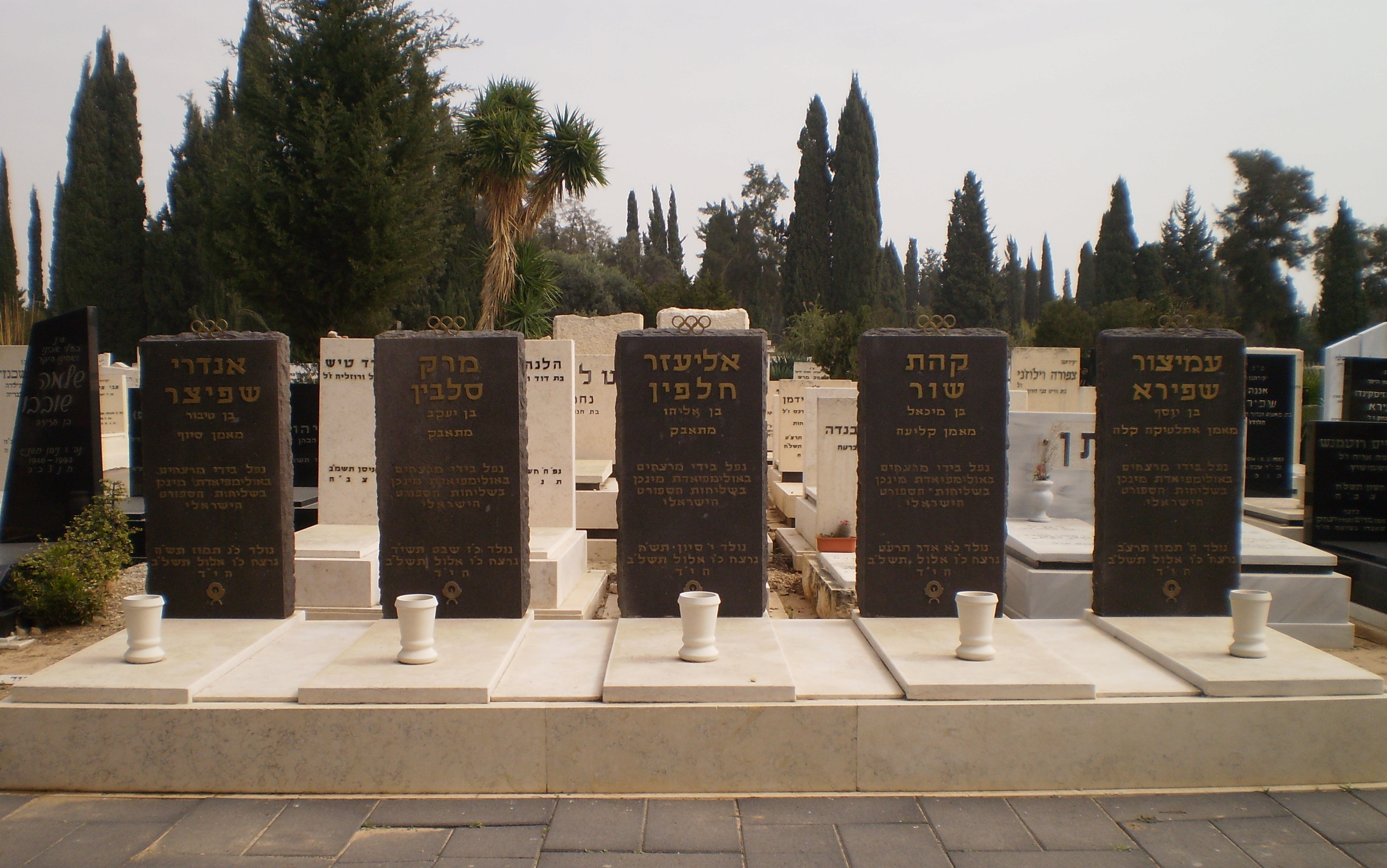
Grabstätte auf dem Friedhof von Kiryat Shaul in Tel Aviv; Israel. (erstes Grab von rechts)

Das Erscheinen des Artikels sollte Shapira jedoch nicht mehr erleben. In den frühen Morgenstunden des 5. September 1972 drangen palästinensische Terroristen der Organisation Schwarzer September in das Quartier der israelischen Mannschaft ein und töteten den Trainer Mosche Weinberg und den Gewichtheber Josef Romano. Sie nahmen Shapira und acht weitere Mitglieder der israelischen Delegation als Geiseln. Etwa 21 Stunden später starb Shapira bei einem chaotisch durchgeführten Befreiungsversuch auf dem Flugplatz Fürstenfeldbruck. Dabei warf einer der Terroristen eine Handgranate in den vollgetankten Hubschrauber, in dem sich Shapira und vier weitere Geiseln befanden.
Nachdem sie erfahren hatte, dass ihr Trainer ermordet worden war, reiste Esther Shachamorov sofort nach Israel ab. Amitzur Shapira hinterließ seine Frau und vier Kinder. Er wurde mit vier weiteren Sportlern auf dem Friedhof Kiryat Shaul in Tel Aviv, Israel, beigesetzt.
Sein Enkel ist der satirische Autor Shahak Shapira, der mit seiner Familie aus Israel nach Deutschland ausgewandert ist.